# Илька (приток Брянки)
Илька́ (бур. Элхи гол) — река в Заиграевском и Кижингинском районах Бурятии, правый приток Брянки.
Длина — 118 км, площадь водосборного бассейна — 2490 км².

## География
Берёт начало в Кижингинском районе в восточной части хребта Цаган-Дабан, на северном склоне, на высоте около 1000 м. В верховьях 5 км течёт в северо-западном направлении в горно-лесной местности. Далее поворачивает под прямым углом на юго-запад и в 15 км от истока, приняв левый приток Ехэ-Горхон, покидает пределы Кижингинского района. В Заиграевском районе река бежит в межгорной долине, перед селом Новоильинск поворачивает на северо-запад. Впадает с юго-востока в реку Брянку в 3 км к югу от пгт Заиграево.

## Транспортная сеть
- На протяжении 95 км по правому борту долины Ильки проходит республиканская автодорога 03К-010 Улан-Удэ — Заиграево — Кижинга — Хоринск.
- По левобережью Ильки на протяжении 33 км от устья реки до станции Новоильинский ВСЖД проходит полотно Транссибирской железнодорожной магистрали.

## Населённые пункты
На Ильке и её долине расположены населённые пункты Заиграевского района (от устья к истоку): Челутай (3 км), Челутай, Шэнэ-Буса, Илька, Новоильинск, Дархита, Ташелан, Нарын, Тарбагатай, Хара-Кутул.

## Основные притоки
(расстояние от устья)
- 19 км: река Мозенкул (Мазен-Хул) (лв)
- 47 км: река Ара-Кижа (лв)
- 61 км: река Ташеланка (пр)
- 79 км: река Горхон (лв)

## Данные водного реестра
По данным государственного водного реестра России относится к Ангаро-Байкальскому бассейновому округу, речной бассейн реки — Селенга (российская часть бассейнов), водохозяйственный участок реки — Уда.
Код объекта в государственном водном реестре — 16030000412116300019055.